# Scarabaeus poggei
Scarabaeus poggei är en skalbaggsart som beskrevs av Waterhouse 1890. Scarabaeus poggei ingår i släktet Scarabaeus och familjen bladhorningar. Inga underarter finns listade i Catalogue of Life.